# Baby Lou
Baby Lou est une chanson écrite par Serge Gainsbourg et composée par Alain Chamfort et Michel Pelay en 1977. 
L'interprète original de la chanson est Alain Chamfort, pour l'album Rock'n rose en 1977. 
Même si elle ne fut pas publiée en single 45 tours, Baby Lou est l'une des chansons les plus connues de l'album avec Joujou à la casse (unique extrait à être publié en 45 tours). Elle existe pourtant en version raccourcie sur les Best Of Ce n'est que moi et Le chemin est le bonheur avec 3 minutes 41 secondes et un refrain en moins.
Elle fut reprise en 1982 par Lio (face B du 45 tours Mona Lisa) et l'année suivante par Jane Birkin pour l'album Baby Alone in Babylone (récompensé par l'Académie Charles-Cros), qu'elle reprend en clin d'œil après la naissance de sa fille Lou, qu'elle a eue avec le réalisateur Jacques Doillon.